# 月出山國立公園
月出山國立公園（：／ Wolchulsan Gungnip Gongwon */?）是位於韓國全羅南道靈巖郡與康津郡的山岳型國立公園。1988年6月11日與邊山半島國立公園被同時指定，總面積56平方公里，是總面積最小的國立公園。

## 沿革
- 1973年3月14日：月出山道立公園指定 (全羅南道公告第39號)。
- 1988年6月11日：月出山國立公園指定 (建設部告示第259號)。
- 1988年11月26日：月出山管理事務所開所。
- 1993年4月1日：道岬分所開所。

## 關聯區域
- 全羅南道
  - 靈巖郡靈巖邑、郡西面
  - 康津郡城田面